# باول بنوا (ملحن)
باول بنوا (بالفرنسية: Paul Benoit)‏ هو عازف الأرغن وملحن فرنسي، ولد في 9 ديسمبر 1893 في نانسي في فرنسا، وتوفي في 10 أبريل 1979 في لوكسمبورغ.

## وصلات خارجية
- الموقع الرسمي
- باول بنوا على موقع ميوزك برينز (الإنجليزية)